# Mistrovství Evropy ve fotbale hráčů do 19 let 2009
Mistrovství Evropy ve fotbale hráčů do 19 let 2009 se konalo v červenci a srpnu 2009 na Ukrajině. Jednalo se o 25. ročník turnaje v této věkové kategorii, kterého se účastní osm týmů. Obhájcem titulu byla reprezentace Německa. Turnaje se směli účastnit hráči narození nejdříve 1. ledna 1990. Vítězem turnaje se stal tým domácí Ukrajiny.

## Účastníci
- Anglie
- Francie
- Srbsko
- Slovinsko
- Španělsko
- Švýcarsko
- Turecko
- Ukrajina (pořadatel turnaje)

## Rozhodčí
- Jérome Efong Nzolo
- Jiří Jech
- Manuel Gräfe
- Istvan Vad
- Bas Nijhuis
- Ovidiu Alin Hategan

## Stadiony
- Zapadnji Stadium, Mariupol
- Illichevets Stadium, Mariupol
- Metalurh Stadium, Doněck
- RSC Olimpiyskyi, Doněck

## Základní skupiny

### Skupina A
| Tým       | Z | V | R | P | GV | GO | GR | B |
| Anglie    | 3 | 1 | 2 | 0 | 10 | 4  | +6 | 5 |
| Ukrajina  | 3 | 1 | 2 | 0 | 3  | 2  | +1 | 5 |
| Švýcarsko | 3 | 1 | 1 | 1 | 3  | 3  | 0  | 4 |
| Slovinsko | 3 | 0 | 1 | 2 | 2  | 9  | -7 | 1 |

| 21. července 2009 16:00 |        |               |                                                 |
| Anglie                  | 1 – 1  | Švýcarsko     | Metalurh Stadium, Doněck rozhodčí: Manuel Gräfe |
| Mattock 35'             | Report | Wütrich 90+2' | Metalurh Stadium, Doněck rozhodčí: Manuel Gräfe |

| 21. července 2009 18:00 |        |           |                                             |
| Ukrajina                | 0 – 0  | Slovinsko | RSC Olimpiyskiy, Doněck rozhodčí: Jiří Jech |
|                         | Report |           | RSC Olimpiyskiy, Doněck rozhodčí: Jiří Jech |

| 24. července 2009 16:00 |        |                        |                                                        |
| Slovinsko               | 1 – 2  | Švýcarsko              | Metalurh Stadium, Doněck rozhodčí: Ovidiu Alin Hategan |
| Fink 66'                | Report | Pasche 79' Mustafi 85' | Metalurh Stadium, Doněck rozhodčí: Ovidiu Alin Hategan |

| 24. července 2009 18:30 |        |                                |                                               |
| Ukrajina                | 2 – 2  | Anglie                         | RSC Olimpiyskiy, Doněck rozhodčí: Bas Nijhuis |
| Petrov 2' 61'           | Report | Lansbury 25' (pen) Gosling 51' | RSC Olimpiyskiy, Doněck rozhodčí: Bas Nijhuis |

| 27. července 2009 18:00 |        |             |                                              |
| Švýcarsko               | 0 – 1  | Ukrajina    | RSC Olimpiyskiy, Doněck rozhodčí: Istvan Vad |
|                         | Report | Rybalka 85' | RSC Olimpiyskiy, Doněck rozhodčí: Istvan Vad |

| 27. července 2009 18:00 |        |                                                                       |                                                       |
| Slovinsko               | 1 – 7  | Anglie                                                                | Metalurh Stadium, Doněck rozhodčí: Jérome Efong Nzolo |
| Dimitrov 50'            | Report | Lansbury 10' Briggs 19' Welbeck 25' 32' Delfouneso 38' 70' Ranger 74' | Metalurh Stadium, Doněck rozhodčí: Jérome Efong Nzolo |

### Skupina B
| Tým       | Z | V | R | P | GV | GO | GR | B |
| Srbsko    | 3 | 2 | 1 | 0 | 4  | 2  | +2 | 7 |
| Francie   | 3 | 1 | 2 | 0 | 3  | 2  | +1 | 5 |
| Španělsko | 3 | 1 | 0 | 2 | 3  | 4  | -1 | 3 |
| Turecko   | 3 | 0 | 1 | 2 | 2  | 4  | -2 | 1 |

| 21. července 2009 17:00 |        |             |                                                 |
| Francie                 | 1 – 1  | Srbsko      | Zapadnji Stadium, Mariupol rozhodčí: Istvan Vad |
| Brahimi 40'             | Report | Aleksić 44' | Zapadnji Stadium, Mariupol rozhodčí: Istvan Vad |

| 21. července 2009 19:30 |                          |                             |                                                             |
| Turecko                 | 1 – 2                    | Španělsko                   | Illichevets Stadium, Mariupol rozhodčí: Ovidiu Alin Hategan |
| Albayrak 12'            | Report[nedostupný zdroj] | Falqué 49' (pen) Joselu 51' | Illichevets Stadium, Mariupol rozhodčí: Ovidiu Alin Hategan |

| 24. července 2009 15:30 |        |              |                                                         |
| Francie                 | 1 – 1  | Turecko      | Zapadnji Stadium, Mariupol rozhodčí: Jérome Efong Nzolo |
| N'Diaye 90'             | Report | Yıldırım 64' | Zapadnji Stadium, Mariupol rozhodčí: Jérome Efong Nzolo |

| 24. července 2009 17:30 |                          |           |                                                   |
| Srbsko                  | 2 – 1                    | Španělsko | Illichevets Stadium, Mariupol rozhodčí: Jiří Jech |
| Milanović 36' 51'       | Report[nedostupný zdroj] | Joselu 6' | Illichevets Stadium, Mariupol rozhodčí: Jiří Jech |

| 27. července 2009 16:00 |        |             |                                                      |
| Španělsko               | 0 – 1  | Francie     | Illichevets Stadium, Mariupol rozhodčí: Manuel Gräfe |
|                         | Report | Brahimi 26' | Illichevets Stadium, Mariupol rozhodčí: Manuel Gräfe |

| 27. července 2009 16:00 |        |         |                                                  |
| Srbsko                  | 1 – 0  | Turecko | Zapadnji Stadium, Mariupol rozhodčí: Bas Nijhuis |
| Aleksić 17'             | Report |         | Zapadnji Stadium, Mariupol rozhodčí: Bas Nijhuis |

## Semifinále
| 30. července 2009 16:30          |                   |          |                                               |
| Anglie                           | 3 – 1 (po prodl.) | Francie  | RSC Olimpiyskiy, Doněck rozhodčí: Bas Nijhuis |
| Lansbury 37' Delfouneso 92' 105' | Report            | Gueye 8' | RSC Olimpiyskiy, Doněck rozhodčí: Bas Nijhuis |

| 30. července 2009 19:00 |        |                          |                                                      |
| Srbsko                  | 1 – 3  | Ukrajina                 | Illichevets Stadium, Mariupol rozhodčí: Manuel Gräfe |
| Aleksić 22'             | Report | Šachov 1' Garmaš 39' 86' | Illichevets Stadium, Mariupol rozhodčí: Manuel Gräfe |

## Finále
| 2. srpna 2009 15:30 |        |                        |                                                            |
| Anglie              | 0 – 2  | Ukrajina               | RSC Olimpiyskiy, Doněck diváci: 25 000 rozhodčí: Jiří Jech |
|                     | Report | Harmaš 5' Korkiško 50' | RSC Olimpiyskiy, Doněck diváci: 25 000 rozhodčí: Jiří Jech |